# Turner Ashby
Turner Ashby, Jr. (Condado de Fauquier, Virgínia, 23 de outubro de 1828 – Harrisonburg, 6 de junho de 1862) foi um comandante da cavalaria confederada na Guerra de Secessão. Alcançou proeminência sob o comando de Thomas J. "Stonewall" Jackson, no posto de coronel, no Vale do Shenandoah antes de ser morto na Batalha de Good's Farm. Embora muitas vezes seja referido como general e seu nome apareça muitas vezes nas listas dos generais confederados, sua promoção a general de brigada nunca foi confirmada pelo Senado da Confederação. Morreu duas semanas após a sua nomeação.

## Juventude
Turner Ashby, Jr. nasceu em Rose Bank Plantation, no Condado de Fauquier, Virgínia, filho de Turner Sr. e de Dorothea Green Ashby. Quando criança, costumava brincar nas águas do córrego Goose, localizado nas cercanias. Seu pai morreu quando era jovem, e Turner foi criado por sua mãe. Nos anos seguintes, comprou uma casa próxima da de seus pais e a chamou de Wolfe's Crag. Seu pai havia lutado como coronel na Guerra anglo-americana de 1812, e seu avô Jack Ashby serviu como capitão durante a Guerra da Independência dos Estados Unidos.
Ashby foi educado privadamente. Antes do serviço militar esteve envolvido em negócios e agricultura, obtendo uma renda modesta em ambas as atividades. Era conhecido também por seu cavalheirismo - quando um jovem convidado em uma festa insultou Ashby e o chamou para um duelo, Ashby alegou que uma vez que ele era o anfitrião, não queria duelar com o convidado, que, sendo este jovem e inexperiente com armas seria improvável sobreviver.
Um excelente cavaleiro desde muito jovem, Ashby em seus vinte anos de idade organizou uma companhia de cavalaria composta por seus amigos e que ficou conhecida como os Mountain Rangers. Os Mountain Rangers fizeram parte da milícia da Virgínia em 1859, após o ataque de John Brown a Harpers Ferry. Eles fizeram a proteção de Charles Town durante o julgamento e execução de Brown. Ashby declarou que a Guerra de Secessão realmente teve início com a insurreição de John Brown. Ashby foi um ávido seguidor da política e concorreu para o legislativo estadual, mas era um Whig (o partido minoritário no condado de Fauquier) e partidário de Henry Clay, e não foi eleito. Após o início da Guerra de Secessão, embora fosse contrário à secessão, quando se tornou óbvio que a Virgínia iria se separar da Federação, Ashby convenceu o governador John Letcher a ordenar que a milícia capturasse o arsenal federal em Harpers Ferry. Quando a secessão foi aprovada, Ashby e sua milícia se deslocaram para o ataque ao arsenal, mas lá chegando encontraram as instalações incendiadas pelas forças americanas e as 15 mil armas de pequeno porte destruídas.

## Guerra de Secessão
Em Harpers Ferry, Ashby ficou encarregado de liderar a Milícia da Virgínia sob o comando do coronel Thomas J. "Stonewall" Jackson. Era o responsável pela proteção das vaus no rio Potomac e as pontes desde Harpers Ferry até Point of Rocks, Maryland. Seu comando consistia em auxiliar os homens de Maryland, com simpatias pela causa confederada, a passarem para o lado da Virgínia, interrompessem o tráfego ferroviário na ferrovia Baltimore e Ohio e interferissem na passagem dos barcos pelo canal Chesapeake e Ohio. Ashby sofreu uma perda pessoal quando seu irmão Richard foi morto durante um confronto com uma patrulha da União ao longo do rio Potomac, em junho de 1861. Após ver o cadáver do irmão, Ashby acreditou nos boatos de que ele foi morto ao tentar se render e passou a odiar os nortistas e se tornou obcecado pelo desejo de vingança.
Em 23 de julho de 1861, o general de brigada Joseph E. Johnston nomeou Ashby tenente-coronel da 7ª Cavalaria da Virgínia. Devido à doença do comandante do regimento, Ashby teve o controle efetivo da metade do regimento, que ele operou em separado. Quando o comandante se afastou do exército em fevereiro de 1862, Ashby assumiu o comando de todo o regimento em 12 de março. Ashby organizou a primeira artilharia a cavalo confederada, chamada de Chew's Battery, com parte deste regimento. A 7ª Cavalaria da Virgínia não participou diretamente da Primeira Batalha de Manassas, mas Ashby auxiliou a causa confederada protegendo o deslocamento do exército de Johnston até a região de  Manassas. A União tinha a esperança de que as forças de Johnston fossem capturadas pelo major general Robert Patterson, mas a proteção feita por Ashby permitiu que Johnston se deslocasse livremente, sem a interferência de Patterson.
Na primavera de 1862, a 7 ª Cavalaria da Virgínia tinha alcançado o enorme tamanho de 27 companhias de infantaria e de cavalaria, muito maior do que um regimento típico da Guerra de Secessão. Stonewall Jackson, que comandava tudo no vale do Shenandoah, tentou corrigir a situação retirando do comando de Ashby as suas forças de cavalaria, e atribuindo-lhe duas brigadas de infantaria. Ashby ameaçou demitir-se do posto em protesto e Jackson recuou da decisão. Jackson não concordava em promover Ashby a general de brigada, devido ao seu treinamento militar informal e consequente falta de disciplina. No entanto, a promoção de Ashby veio em 23 de maio de 1862, e ele recebeu a sua promoção e estrela de general em uma cerimônia no Hotel Taylor em Winchester, Virgínia. Ashby foi uma figura marcante, chamada por muitos de "Cavaleiro Negro da Confederação". Montava geralmente cavalos totalmente pretos ou brancos.

### Campanha do vale do Shenandoah e morte
O eficiente reconhecimento do terreno e a proteção dada por Ashby foram fatores para o sucesso de Jackson na lendária Campanha do Vale, no vale do Shenandoah em 1862. Porém, houve situações em que Ashby cometeu erros. Na Primeira Batalha de Kernstown, Jackson atacou uma coluna do União, que Ashby havia informado ser composta por quatro regimentos de infantaria, quase do mesmo tamanho da força de Jackson. Quando na realidade era constituída de uma divisão inteira de 9 mil homens, e Jackson foi forçado a recuar. Na Primeira Batalha de Winchester, quando as forças da União sob o comando do major-general Nathaniel P. Banks estavam recuando, Ashby não conseguiu cortar sua retirada porque seus soldados estavam saqueando vagões capturados. É possível que as forças da União pudessem ter sido substancialmente sido destruídas caso essa falta de disciplina não tivesse ocorrido.
Quando o exército de Jackson retirou-se fugindo da pressão exercida pelas forças numericamente superiores do major-general John C. Frémont, deslocou-se de Harrisonburg em direção a Port Republic, Ashby comandou a retaguarda. Em 6 de junho de 1862, perto de Harrisonburg, o 1º de Cavalaria de Nova Jérsei atacou a posição de Ashby em Good's Farm. Embora Ashby tivesse derrotado o ataque da cavalaria, um confronto posterior de infantaria resultou na morte de seu cavalo e Ashby teve que seguir adiante a pé. Após caminhar poucos passos, foi baleado no coração, morrendo instantaneamente. (A origem do tiro fatal se perdeu na história. Soldados da reserva do 13 º de Infantaria da Pensilvânia, os "Bucktails", reivindicaram o crédito, mas alguns relatos culpam o fogo amigo). Ele foi indicado para o posto de general de brigada apenas duas semanas antes de sua morte.

## Legado
Ashby foi sepultado no cemitério da Universidade da Virgínia, mas em outubro de 1866, os seus restos mortais foram transladados para o Cemitério de Stonewall, em Winchester, Virgínia ao lado de seu irmão mais novo, Richard Ashby, que morreu em Harpers Ferry em um confronto com soldados da União em 1861. O Monumento a Turner Ashby pode ser encontrado em Harrisonburg, Virgínia, no local onde Ashby foi morto na Batalha de Harrisonburg, em Chestnut Ridge.
A Turner Ashby High School em Bridgewater, Virgínia e Ashby Hall na Universidade James Madison recebem o nome em homenagem a Ashby.